# Calaisis

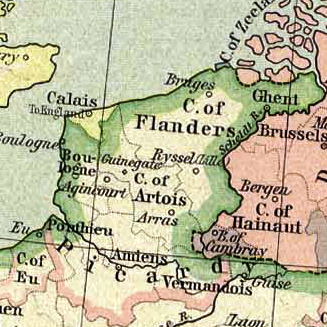
Kaart van de Calaisis

De Calaisis is een streek in het departement Pas-de-Calais.
Het betreft de omgeving van de stad Calais, omvattende het gebied dat van 1347 tot 1558 door de Engelsen was bezet. Toen het weer Frans werd, heette het ook wel: Pays-Reconquis (heroverd land).
Naast de stad Calais omvat het ook de stadjes Guînes, Ardres en Audruicq, en Oye-Plage en de omgeving ervan.
De Calaisis bestaat voornamelijk uit laaggelegen land, een uitloper van de Vlaamse laagvlakte, doorsneden door sloten (watergangs) en moerassen (marais).